# Лод
Лод (ивр. לוֹד‎, араб. اَلْلُدّْ‎; в прошлом Лидда, Георгиополь, Диосполис) — город в Израиле, расположенный в 20 км юго-восточнее Тель-Авива, в Центральном округе страны. Центр национальной аэрокосмической индустрии; рядом расположен крупнейший в стране аэропорт имени Давида Бен-Гуриона.

## История
Название города Лод (Луд) впервые упоминается в карнакской надписи времён Тутмоса III. С V века до н. э. Лидда была крупным центром иудейской учёности. Город не раз упоминается в Новом Завете. Во время Второй Иудейской войны был взят римлянами и разрушен как один из центров еврейского сопротивления. На месте древней Лидды возникла колония с греческим названием Διόσπολις («город богов»). Именно в ней, как считается, жил и был похоронен Георгий Победоносец. В память об этом до арабского завоевания современный Лод был известен как Георгиополь («город Георгия»).
Халиф Сулейман в 715 году перенёс центр арабской Палестины из Лидды в основанную им Рамлу. В 1099—1191 годах Лидда — один из центров сеньории Рамла и государства крестоносцев, которые нарекли Лидду «городом Святого Георгия». Путешественник Вениамин Тудельский в 1170 году нашёл в Лидде лишь одного еврея. После присоединения к Израилю в 1948 году большинство арабских жителей покинуло город, и Лод стали заселять евреи, главным образом из Северной Африки, Индии и Турции, а в 1970-е годах — из СССР, однако по состоянию на 2019 год 30 % жителей города составляют арабы, что превышает средний по стране 21 %.
Значительная часть населения города была насильно изгнана из своих домов Армией Обороны Израиля в 1948 году, в ходе Арабо-израильской войны 1948—1949 годов, после того как арабы, воодушевленные атакой Арабского легиона уже после капитуляции города, открыли огонь по израильским солдатам, застрелив несколько человек. До этого «об изгнании гражданского населения речь не шла».

### Израильско-палестинский кризис (2021)
Вечером и ночью 10 мая 2021 года арабские мятежники в Лоде забросали камнями и зажигательными бомбами еврейские дома, школу и синагогу, а затем напали на больницу. По участникам беспорядков были произведены выстрелы, в результате чего один погиб и двое были ранены; был арестован подозреваемый в стрельбе еврей. 11 мая мэр Лода Яир Ревиво призвал премьер-министра Израиля Биньямина Нетаньяху разместить в городе израильскую пограничную полицию, заявив, что город «полностью потерял контроль» и назвав это «близким к гражданской войне». Нетаньяху объявил чрезвычайное положение в Лоде 11 мая, впервые с 1966 года, когда Израиль применил чрезвычайные полномочия в отношении арабской общины.

## Население
По данным Центрального статистического бюро Израиля, население на начало 2020 года составляло 77 223 человека.
По состоянию на 2019 года 30 % населения составляют арабы.

## Достопримечательности
Главная достопримечательность — предполагаемая гробница Георгия Победоносца, над которой в VI веке была воздвигнута базилика. На её руинах крестоносцы позднее выстроили церковь, восстановленную после многочисленных разрушений только в 1870 году. Сохранились также две старинных мечети, бани и караван-сарай.
В 2022 году для широкой публики открыт доступ к Лодской мозаике, один из самых больших (180 м²) и лучше всего сохранившихся мозаичных полов, обнаруженных в стране.

## Города-побратимы
- Гори, Грузия
- Кралево, Сербия
- Пьятра-Нямц, Румыния
- Самтредиа, Грузия

## Галерея

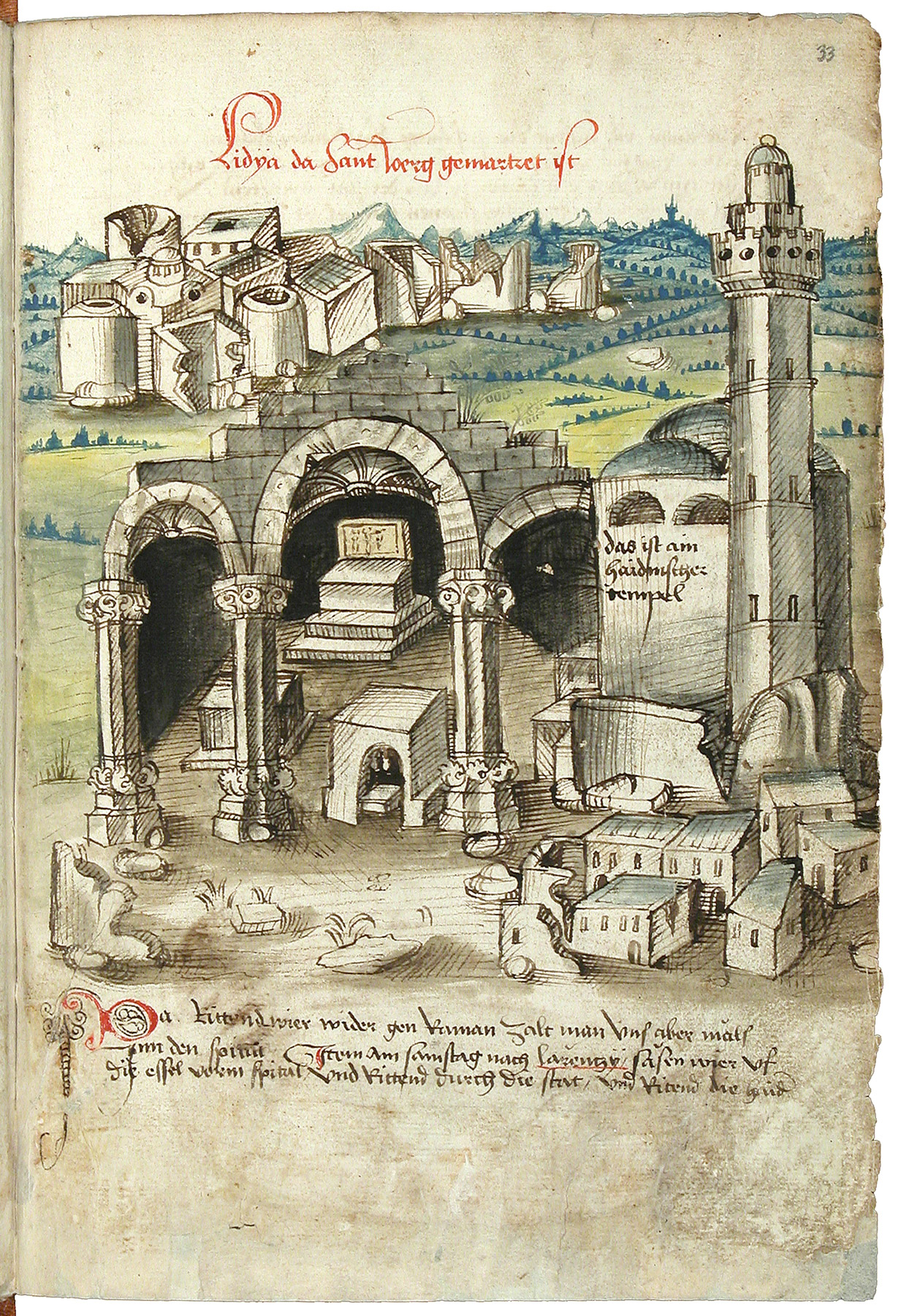
Руины церкви Святого Георгия и мечеть в 1487 году. Рисунок из описания путешествия Конрада Грюненберга
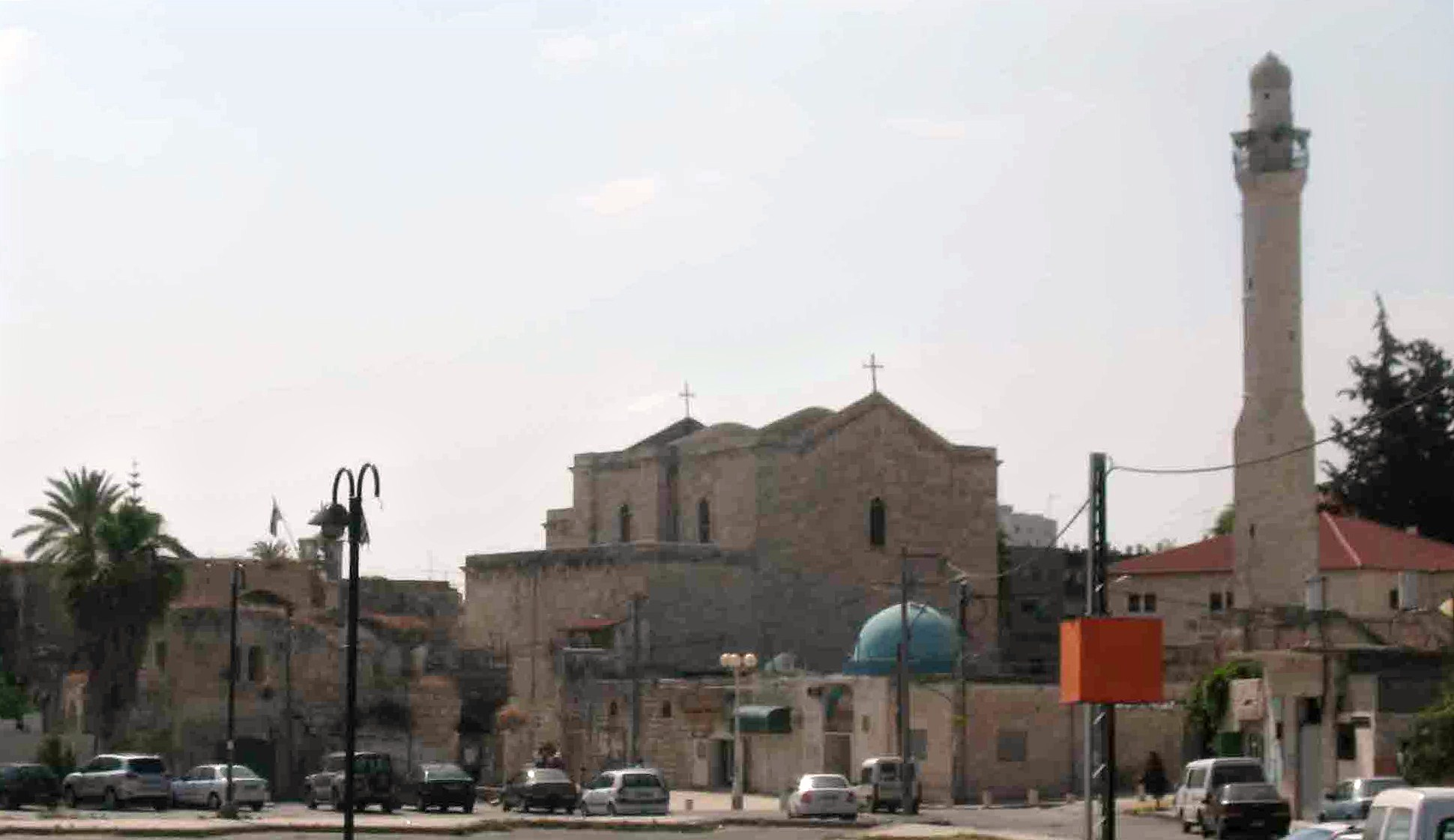
Церковь Святого Георгия
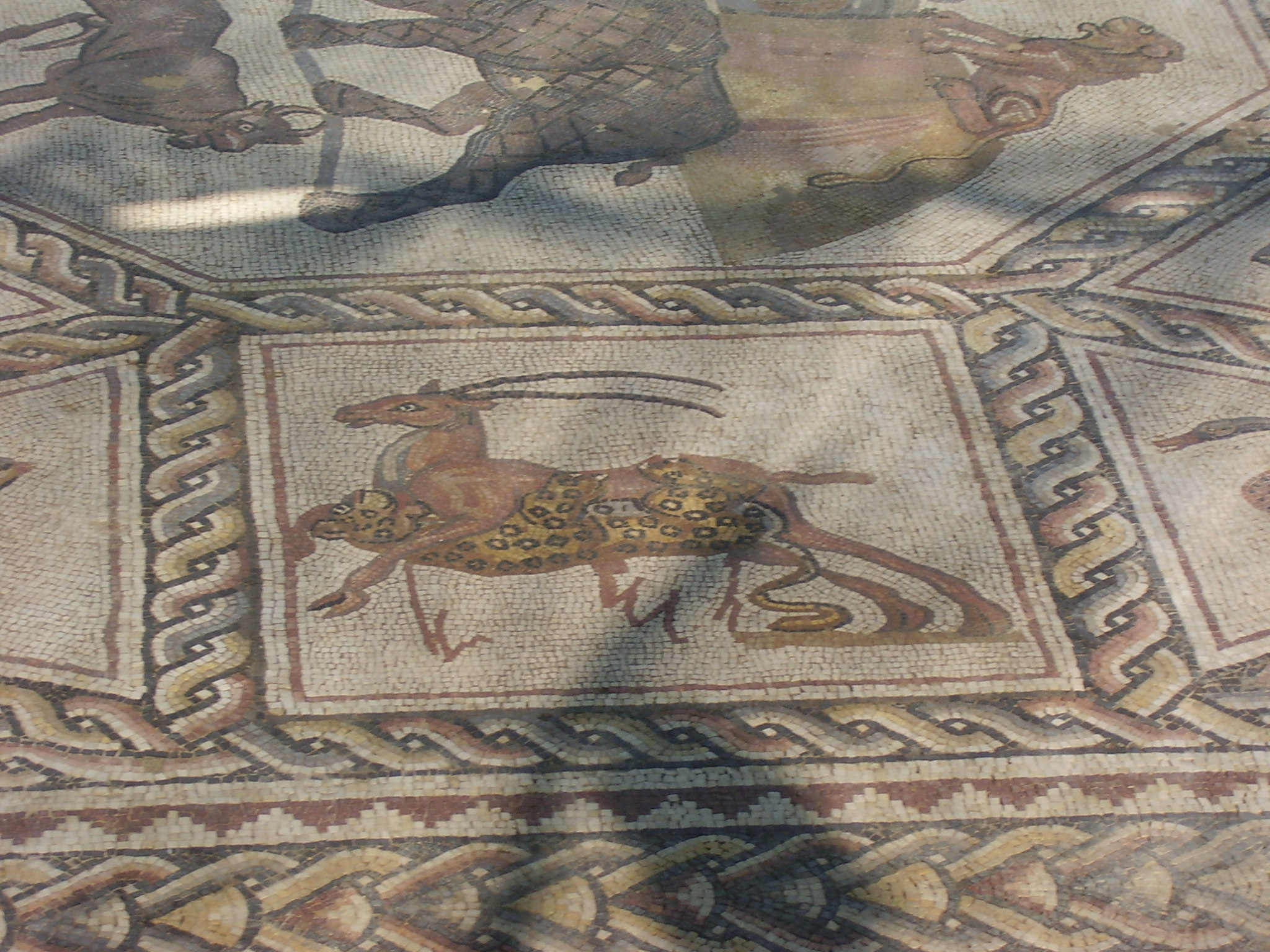
Античный мозаичный пол в церкви Святого Георгия
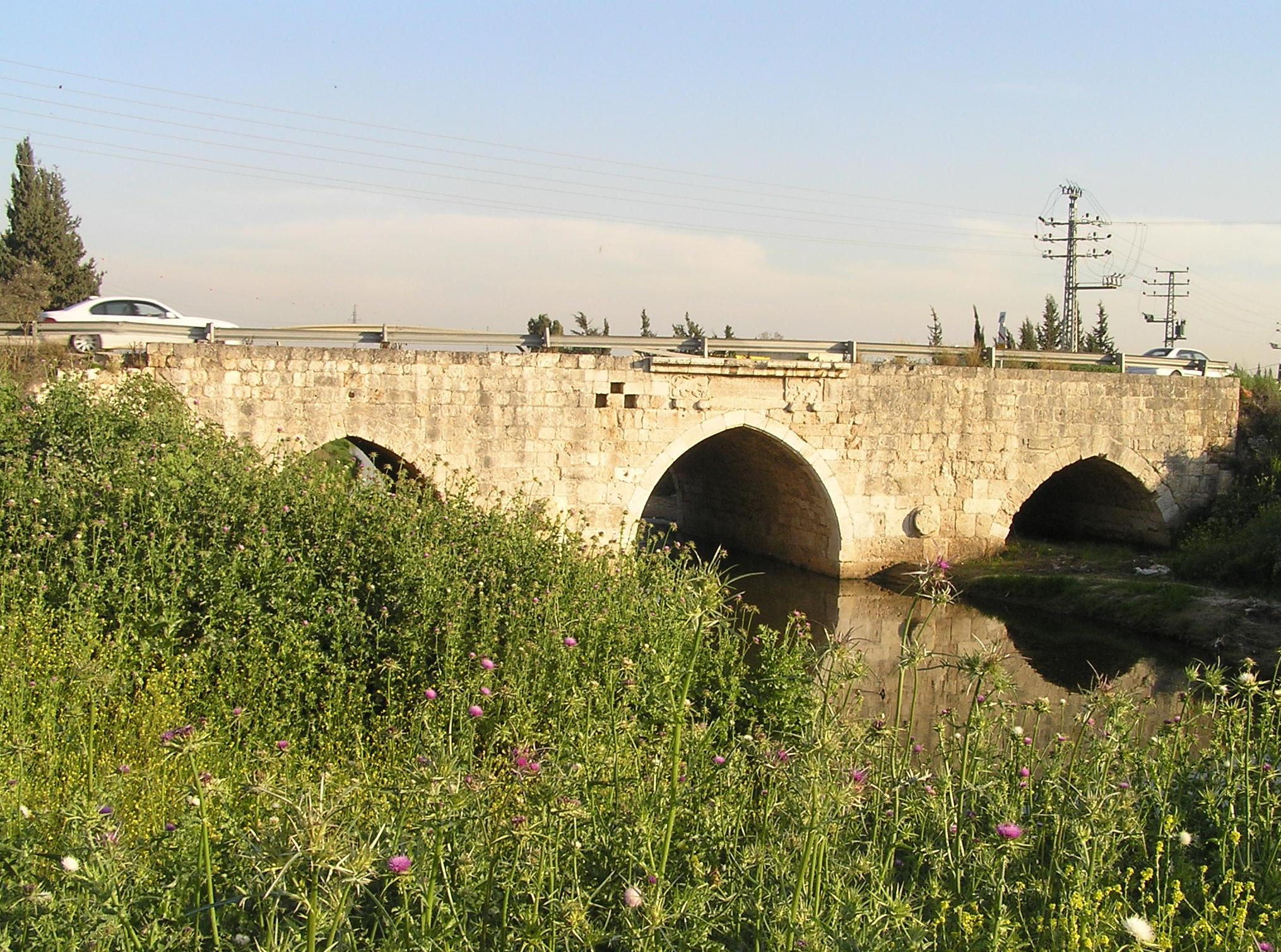
Средневековый мост Бейбарса
Транспортная инфраструктура в окрестностях Лода